# Élections législatives caréliennes de 2021
 (11 octobre 2021).
Les élections législatives caréliennes de 2021 ont lieu le 19 septembre 2021 en république de Carélie afin de renouveler les membres de l'assemblée nationale de cette république de Russie.

## Mode de scrutin
L'assemblée nationale de la république de Carélie est composée d'un total de 36 sièges renouvelés tous les cinq ans, dont 18 sièges au scrutin uninominal majoritaire à un tour dans autant de circonscriptions électorales, et 18 au scrutin proportionnel plurinominal avec un seuil électoral de 5 % du total des suffrages, y compris ceux blancs et nuls.

## Résultats
| Parti                     | Parti                                             | Proportionnelle | Proportionnelle | Proportionnelle | UM1    | Total Sièges | +/-           |
| Parti                     | Parti                                             | Voix            | %               | Sièges          | Sièges | Total Sièges | +/-           |
| ------------------------- | ------------------------------------------------- | --------------- | --------------- | --------------- | ------ | ------------ | ------------- |
|                           | Russie unie                                       | 57 893          | 28,96           | 6               | 16     | 22           | 2             |
|                           | Parti communiste                                  | 33 616          | 16,91           | 3               | 1      | 4            | 3             |
|                           | Russie juste                                      | 25 469          | 12,81           | 3               | 1      | 4            | 1             |
|                           | Parti libéral-démocrate                           | 19 908          | 9,86            | 0               | 2      | 2            | 1             |
|                           | Iabloko                                           | 16 985          | 8,54            | 2               | 0      | 2            | 1             |
|                           | Nouvelles personnes                               | 12 629          | 6,35            | 2               | 0      | 1            | 2             |
|                           | Parti russe des retraités pour la justice sociale | 11 128          | 5,60            | 1               | 0      | 1            | 1             |
|                           | Parti communiste de la justice sociale            |                 |                 |                 |        |              |               |
|                           | Rodina                                            |                 |                 |                 |        |              |               |
|                           | Patriotes de Russie                               |                 |                 |                 |        |              |               |
|                           | Indépendants                                      |                 |                 |                 |        |              |               |
|                           | Votes blancs et invalides                         |                 |                 |                 |        |              |               |
|                           |                                                   |                 |                 |                 |        |              |               |
| Votes valides             |                                                   |                 |                 |                 |        |              |               |
| Votes blancs et invalides |                                                   |                 |                 |                 |        |              |               |
| Total                     | Total                                             |                 | 100             | 18              | 18     | 36           | en stagnation |
| Abstentions               |                                                   |                 |                 |                 |        |              |               |
| Inscrits / participation  |                                                   |                 |                 |                 |        |              |               |